# Jannis Androutsopoulos
Jannis Androutsopoulos (* 1967 in Athen) ist ein griechischer Linguist.

## Leben
Er studierte von 1985 bis 1990 Germanistik, Psychologie und Kunstgeschichte an der Universität Athen. Nach der Promotion (1991–1997) in deutscher Sprach- und Übersetzungswissenschaft an der Universität Heidelberg war er von 1998 bis 2000 ein DFG-geförderter Post Doc in Heidelberg. Von 2000 bis 2003 war er wissenschaftlicher Mitarbeiter am Institut für Deutsche Sprache in Mannheim. Von 2003 bis 2007 lehrte er als Juniorprofessor für Medienkommunikation an der Universität Hannover. Von 2007 bis 2009 war er Reader in Soziolinguistik und Mediendiskurs am King’s College London. Seit 2009 lehrt er als Professor für Linguistik des Deutschen und Medienlinguistik an der Universität Hamburg. 
Seine Arbeitsschwerpunkte sind Medienlinguistik, Soziolinguistik, Mehrsprachigkeit und Online-Forschung. Zudem ist er als Rapexperte tätig.